# Przełęcz Jałowiecka Północna
Przełęcz Jałowiecka Północna (998 m) – przełęcz w Beskidach Zachodnich, pomiędzy Mędralową (1169 m) a Jałowcowym Garbem (1017 m). Przez przełęcz tę biegnie Wielki Europejski Dział Wodny oraz granica państwowa polsko-słowacka. Na polskich, wschodnich stokach przełęczy ma źródła potok Jałowiec, na zachodnich, słowackich Polhoranka. Według regionalizacji fizycznogeograficznej Polski Jerzego Kondrackiego przełęcz oddziela Pasmo Babiogórskie (Jałowcowy Garb), zaliczane do Beskidu Żywieckiego, od Pasma Przedbabiogórskiego (Mędralowa), zaliczanego do Beskidu Makowskiego. Według najnowszej regionalizacji z 2018 r. przełęcz leży w granicach Beskidu Żywiecko-Orawskiego.
Przełęcz Jałowiecka Północna zwana jest również Tabakowym Siodłem. Nazwa związana jest z faktem, że przełęcz znajdowała się na jednym ze starych szlaków przemytniczych (Tabakowy Chodnik), którymi z Węgier szmuglowano na północną stronę Karpat tytoń (czyli tabak). Była też kiedyś szlakiem komunikacyjnym łączącym Zawoję z Orawą. Mieszkańcy Zawoi m.in. pędzili przez nią swoje bydło na jarmarki w Namiestowie. Dwukrotnie przechodzili nią konfederaci barscy, a w okresie międzywojennym przemycano przez nią z Czechosłowacji buty i kamyczki do zapalniczek. Jest całkowicie porośnięta lasem.
Na przełęczy znajduje się węzeł pięciu szlaków turystycznych. Do czasu wejścia Polski do strefy Schengen znajdowało się na niej również turystyczne przejście graniczne Przełęcz Jałowiecka-Gluchačky między Polską a Słowacją.
W tym samym grzbiecie Pasma Babiogórskiego, ale po południowej stronie Jałowieckiego Garbu, istnieje druga przełęcz – Przełęcz Jałowiecka Południowa (993 m n.p.m.), nazywana także Jałowcowym Siodłem. Polskie stoki obydwu tych przełęczy znajdują się w Babiogórskim Parku Narodowym, w granicach wsi Zawoja w województwie małopolskim, w powiecie suskim, w gminie Zawoja.

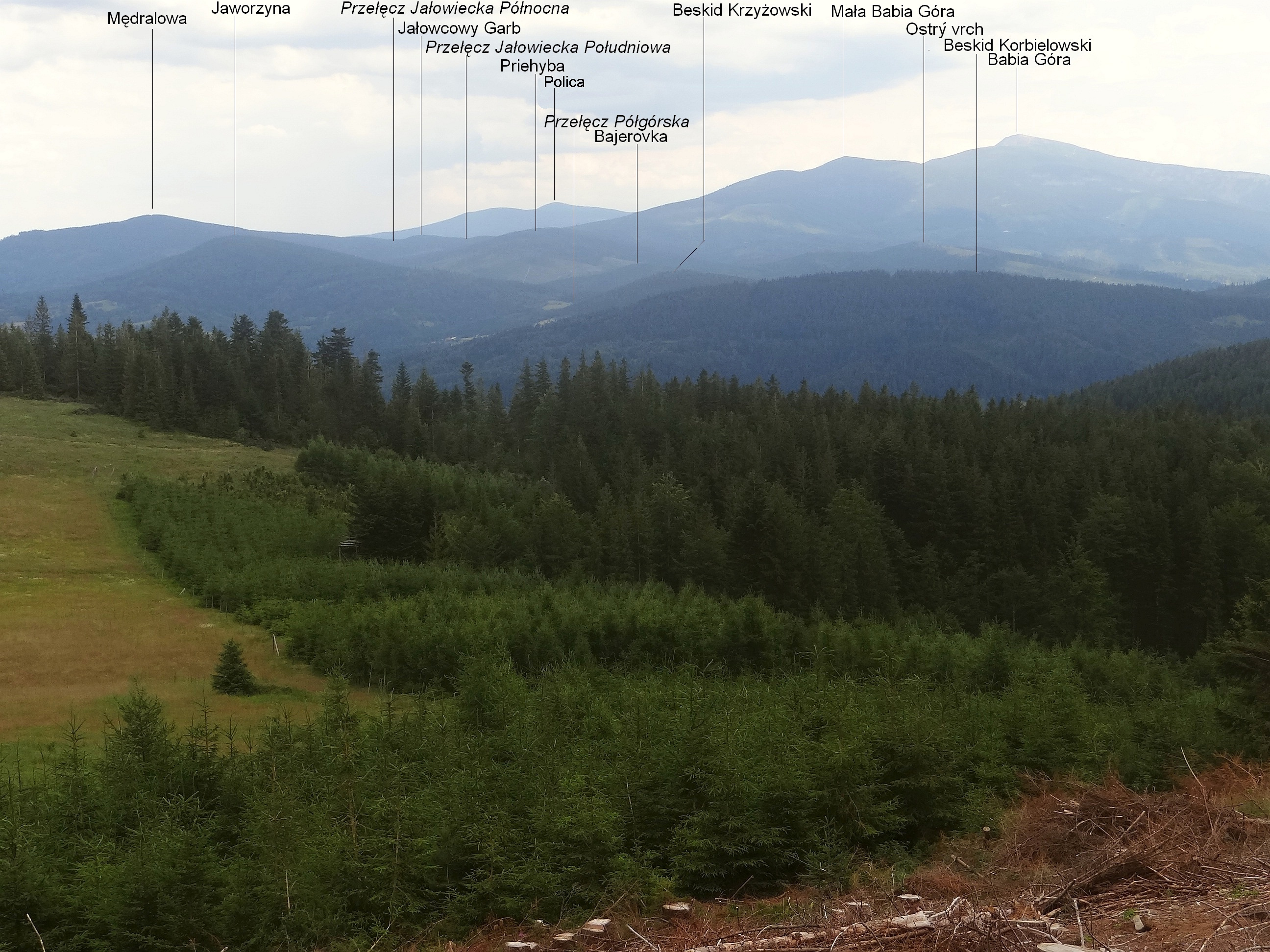
Widok z Hali Malorka

## Szlaki turystyczne
Magurka – Tabakowe Siodło
  Diablak – Mędralowa
 Diablak – przełęcz Klekociny
  (na Słowacji) Orawska Półgóra – Tabakowe Siodło